# Соснівка (Кобеляцька міська громада)
Сосні́вка (МФА: [soˈsɲiu̯kɐ] ( прослухати)) — село в Україні, у Кобеляцькій міській громаді Полтавського району Полтавської області. Населення становить 161 осіб.

## Географія
Село Соснівка знаходиться за 2 км від лівого берега річки Ворскла, вище за течією на відстані 3 км розташоване село Гайове, нижче за течією на відстані 3 км розташоване село Панське, на протилежному березі — село Перегонівка. Річка в цьому місці звивиста, утворює лимани, стариці та заболочені озера.

## Історія
12 червня 2020 року, відповідно до розпорядження Кабінету Міністрів України № 721-р «Про визначення адміністративних центрів та затвердження територій територіальних громад Полтавської області», село увійшло до складу Кобеляцької міської громади.
19 липня 2020 року, в результаті адміністративно - територіальної реформи та ліквідації Кобеляцького району, село увійшло до складу новоутвореного Полтавського району Полтавської області.